# Rimu Matsuoka
Rimu Matsuoka (født 22. juli 1998) er en japansk tidligere professionel fodboldspiller.
Han har spillet for flere forskellige klubber i sin karriere, herunder FC Tokyo.